# De Baptisten
 (juin 2022).
Si vous disposez d'ouvrages ou d'articles de référence ou si vous connaissez des sites web de qualité traitant du thème abordé ici, merci de compléter l'article en donnant les références utiles à sa vérifiabilité et en les liant à la section « Notes et références ».
De Baptisten est une chambre de rhétorique de Bergues (Sint-Winoksbergen en néerlandais), appelée aussi « Tgeselscipe ende tytele van Onrusten geseyt Baptisten » (« la compagnie et le titre des Remuants dits Baptistes »), les Baptisten ou Onrusten in genougten.

## Historique

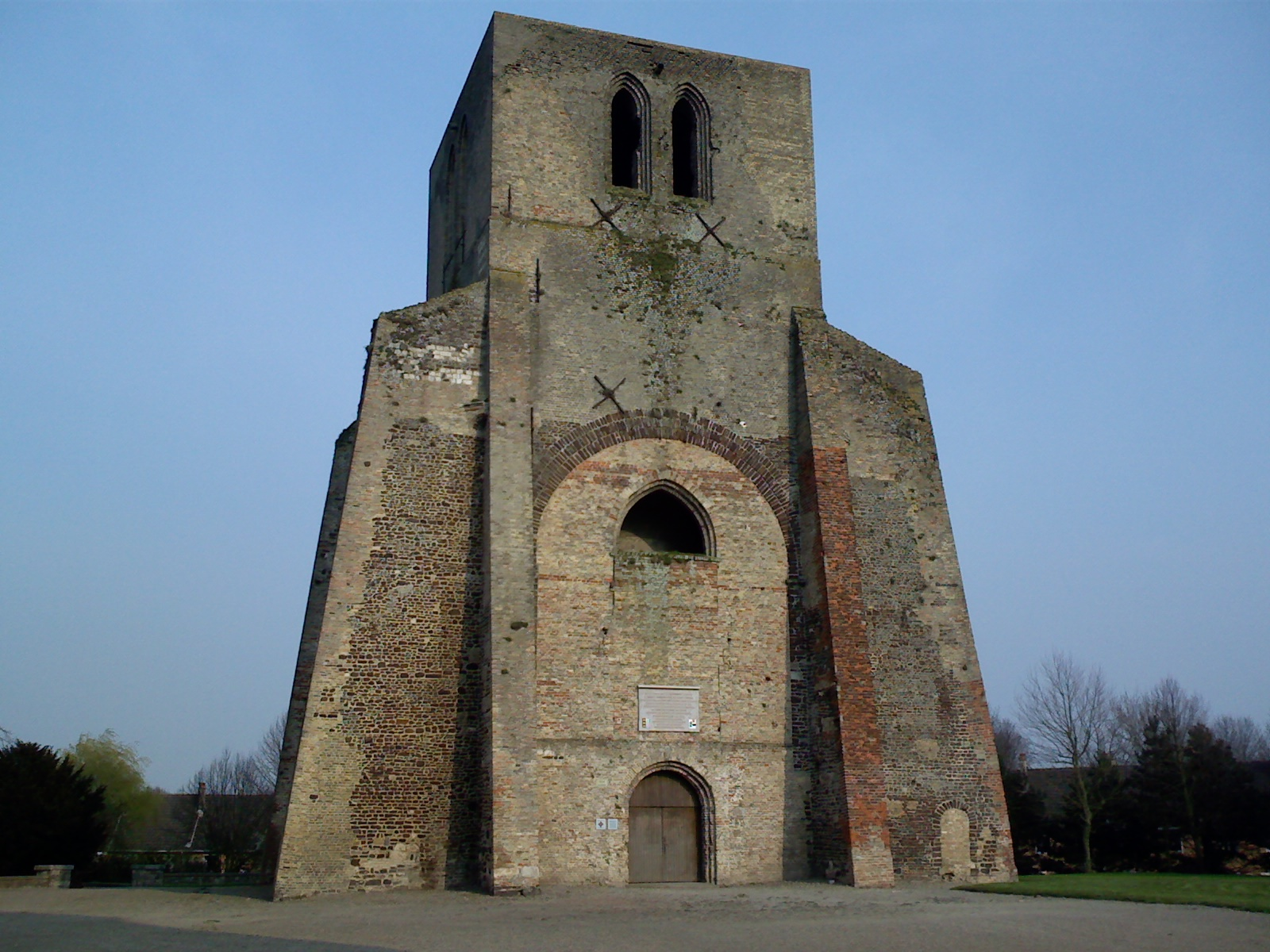
La tour, vestige de l'ancienne abbaye de Saint-Winoc.

Le 27 mai 1457, des sociétés appelées « les compagnons de la rhétorique » provenant de dix villes venaient jouer à Oudenburg ; parmi eux, ceux de Bergues.
« Mijn heere van Onrusten met zijnen gheselscepe » (« Monsieur troublant et sa compagnie ») jouait également lors des festivités à l'occasion de la naissance de Charles Quint, en 1500, et « den tytle van Onrusten » (« le titre des Remuants ») le fit aussi à l'occasion de la Joyeuse Entrée de Philippe le Beau, la même année.  Dans les comptes de la ville pour 1507, on parle de « Retoryk van Onrusten » ; dans ceux de 1512, de « mijn heere van Onrusten in ghenouchte » (« Monsieur troublant en plaisir »).  En 1516, le tytle van Onrusten participa au concours à Furnes.  Le 11 janvier 1517 (nouveau style), la compagnie « t gheselscipe ende tytele van Onrusten gheseyt Baptisten » fut baptisée par la chambre de rhétorique Alpha & Omega d'Ypres : Philippe de Brydts, Jacques Hooft et Adrien Stuite se présentèrent devant cette chambre yproise, demandant le baptême de leur société qui venait de s'établir dans l'église Saint-Pierre de Bergues.  Ils sollicitèrent aussi l'approbation de leur blason, représentant saint Jean Baptiste dans le désert, à genoux, en contemplation, les regards élevés vers le ciel ; dans un nuage, le Saint-Esprit descendant sur lui.  Leur demande leur fut octroyée et le blason approuvé.  Le 9 août 1517, la nouvelle société reçut ses lettres de confirmation.  La même année, la compagnie participa avec deux autres sociétés de rhétoriciens de Bergues au concours organisé dans le cadre de la procession du Saint-Sang de Bruges en 1517.
Bien que les comptes de la ville de Bergues du début du XVIe siècle mentionnent de nombreux « seigneurs », « évêques », « papes », « cardinaux » et « titres », seulement trois compagnies ont évolué vers de vraies chambres de rhétorique.
Une chambre de Bergues participa également au concours pour le landjuweel à Gand en 1539, sous la dénomination De Royaerts of Baptisten (les Rougeâtres ou les Baptistes), où ils obtinrent le second prix.

#### Sur la littérature néerlandaise
- Littérature néerlandaise.

#### Sur les chambres de rhétorique
- Chambre de rhétorique ;
- Landjuweel.

#### Quelques chambres de rhétorique
- La chambre de rhétorique De Avonturiers (Warneton) ;
- La chambre de rhétorique Het Bloemken Jesse (Middelbourg) ;
- La chambre de rhétorique Den Boeck (Bruxelles) ;
- La chambre de rhétorique De Corenbloem (Bruxelles) ;
- Eerste Nederduytsche Academie (Amsterdam) ;
- La chambre de rhétorique De Egelantier (Amsterdam) ;
- La chambre de rhétorique De Fonteine (Gand) ;
- La chambre de rhétorique De Gheltshende (Bailleul) ;
- La chambre de rhétorique De Lelie (Bruxelles) ;
- La chambre de rhétorique De Olijftak (Anvers) ;
- La chambre de rhétorique De Ontsluiters van Vreugde (Steenvoorde) ;
- La chambre de rhétorique De Persetreders (Hondschoote) ;
- La chambre de rhétorique De Royaerts (Bergues) ;
- La chambre de rhétorique Sainte-Anne (Enghien) ;
- La chambre de rhétorique Saint-Michel (Dunkerque) ;
- La chambre de rhétorique 't Mariacranske (Bruxelles) ;
- La chambre de rhétorique De Violette (Bruxelles) ;
- La chambre de rhétorique De Violieren (Anvers) ;
- La chambre de rhétorique De Witte Angieren (Haarlem).